# Roby Glod
Roby Glod (* um 1970 in Luxemburg) ist ein französischer, in Luxemburg lebender Jazzmusiker (Alt- und Sopransaxophon, Komposition). Er zählt, wie Michel Pilz, zu den „Altmeistern der Luxemburger Szene“.

## Leben und Wirken
Glod studierte in den Jazz-Sektionen der Konservatorien von Straßburg und Paris (Conservatoire national supérieur de musique et de danse de Paris). Ab den späten 1990er-Jahren gehörte er dem Bernard Struber Jazztett an.
In den folgenden Jahren war Glod auf dem Gebiet des Jazz und der Improvisierten Musik aktiv; so spielte er mit Musikern wie Herb Robertson, Michael Formanek, Kent Carter, Billy Mintz, Mat Maneri, Bruce Eisenbeil, Archie Shepp, Louis Sclavis und Laurent Epstein. Mit Christine Clément, Klaus Kugel, Peter Schönfeld und Stefan Heidtmann bildete er die Formation Windsleepers; das gleichnamige Album erschien 2005. Des Weiteren arbeitete er in Luxemburg mit David Laborier und der Jazz-Rock-Band von Benoît Martiny.
Unter eigenem Namen (Roby Glod 4tet) legte Glod 2013 das Album Op der Schmelz Live vor, eingespielt mit Roberta Piket, Mark Tokar und Klaus Kugel. Weiterhin tourte er im Trio mit Christian Ramond und Klaus Kugel. Im Bereich des Jazz war er laut Tom Lord zwischen 1997 und 2010 an sechs Aufnahmesessions beteiligt. Außerdem war Glod als Konzertproduzent tätig und trat auf Festivals in ganz Europa in den Vereinigten Staaten und in Marokko auf. Er unterrichtete Saxophon in der Jazz-Sektion des Conservatoire de Luxembourg.
Glods Beherrschung seines Instruments sei beeindruckend und einzigartig, schrieb Howard Mandel. „Er ähnelt weder Bechet, Coltrane, Lacy noch irgendjemandem außer sich selbst.“ Er habe einen brillanten Ton, superschnelle Finger, eine hervorragende Intonation und eine fesselnde musikalische Fantasie, die sich natürlich bis in die hohen Register seines Instruments hinein erstreckt.

## Diskographische Hinweise
- Benoît Martiny Band Feat. Roby Glod, Michel Pilz and Leon den Engelsen: The Grand Cosmic Journey (2016)
- Roby Glod, Christian Ramond & Klaus Kugel: No Toxic (2024)